# Uwe Krupp
Uwe Gerd Krupp (* 24. Juni 1965 in Köln) ist ein ehemaliger deutscher Eishockeyspieler und derzeitiger -trainer, der seit Mai 2025 beim EV Landshut aus der DEL2 unter Vertrag steht. Von 2005 bis 2011 war er zudem Bundestrainer, nachdem er zuvor bereits die U18- und U20-Nachwuchsmannschaften als Assistenztrainer betreute. Im Verlauf seiner aktiven Karriere zwischen 1982 und 2002 absolvierte er unter anderem 810 Spiele in der National Hockey League auf der Position des Verteidigers. In Diensten der Colorado Avalanche war Krupp im Jahr 1996 der erste deutsche Gewinner des Stanley Cups. Darüber hinaus wurde er mit dem Kölner EC 1984 sowie 1986 deutscher Meister. Seine Karriere wurde im Jahr 2017 mit der Aufnahme in die IIHF Hall of Fame gekrönt, ebenso ist er Mitglied der Hockey Hall of Fame Deutschland.

## Spielerkarriere

### Anfänge in seiner Heimat Köln

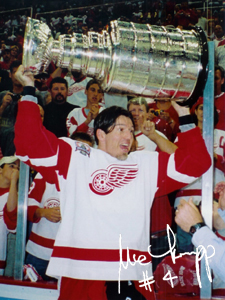
Uwe Krupp nach Gewinn des Stanley Cups (2002)

Krupp begann seine Karriere in der Eishockey-Bundesliga bei den Kölner Haien 1982. 1984 sowie 1986 konnte er Deutscher Meister werden und wurde 1986 zudem zum besten Verteidiger gewählt. 1986 und 1990 nahm er an den Eishockey-Weltmeisterschaften teil. Bei der WM 1990 war sein Dopingtest positiv auf Ephedrin, das er, wie er behauptete, mit einem Hustenmittel eingenommen hatte. Er wurde international für 18 Monate gesperrt.

### Wechsel in die NHL und erster Stanley Cup
Nach vier Jahren in seiner Geburtsstadt zog es ihn nach Nordamerika. Beim NHL Entry Draft 1983 hatten ihn die Buffalo Sabres in der 11. Runde an insgesamt 214. Stelle ausgewählt. Krupp erfuhr das aber erst, als ein Sportjournalist ihn eine Woche nach dem Draft darauf ansprach. Da Krupp noch über einen geltenden Vertrag beim Kölner EC verfügte, der Verein eine sechsstellige Ablöse forderte und die Buffalo Sabres nur 50 000 Dollar boten, stand im Herbst 1986 eine gerichtliche Auseinandersetzung im Raum, ehe eine Einigung erzielt wurde.
Beim Farmteam der Sabres, dem AHL-Club Rochester Americans absolvierte er 1986/87 42 Partien (u. a. gewann er den Calder Cup), bevor er in die NHL  nach Buffalo ging, wo er noch in derselben Spielzeit 26 Partien spielte. Er blieb bis 1992 bei den Sabres und wurde in dieser Zeit in Buffalo 1990 mit der Auszeichnung „Unsung Hero“ (Spieler, dessen Leistungen in der Öffentlichkeit nicht entsprechend gewürdigt werden) geehrt und in das NHL All-Star Game 1991 gewählt. Die nächsten Stationen waren die New York Islanders und die Québec Nordiques, der späteren Colorado Avalanche. Die Lockout-Season 1994/95 begann der Rechtsschütze beim EV Landshut in der DEL. Danach erlebte er die größten Erfolge seiner Karriere bei der Colorado Avalanche. In der ersten Saison der Mannschaft in Denver, Colorado 1995/96 gewann er den Stanley Cup und erzielte den 1:0-Siegtreffer in der dritten Verlängerung des vierten Finalspiels gegen die Florida Panthers. Ebenfalls 1996 nahm er für Deutschland am World Cup of Hockey, 1998 an den Olympischen Spielen teil. Zur Saison 1998/99 wechselte er zu den Detroit Red Wings.

### Zweiter Stanley Cup und Karriereende
Auch in dieser Saison wurde Krupp wieder ins All-Star Game gewählt, konnte aber verletzungsbedingt nicht teilnehmen. 2002 gewann der gebürtige Kölner erneut den Stanley Cup, allerdings ist sein Name nicht auf dem Pokal eingraviert, da er in den Playoffs nur zwei Spiele absolvierte und keins in der Finalserie gegen die Carolina Hurricanes. In seiner letzten Saison als Profi war er 2002/03 bei den Atlanta Thrashers beschäftigt, stand dort aber nur in vier Spielen auf dem Eis. Mit insgesamt 810 NHL-Spielen (310 Scorerpunkte), war er über lange Zeit der Deutsche mit den meisten Einsätzen in der NHL. In der Saison 2009/2010 wurde er durch Marco Sturm in dieser Kategorie abgelöst.

Im Januar 2017 gab der Internationale Eishockey-Verband Krupps Aufnahme in die Hall of Fame bekannt. Damit wurde der Kölner der 13. Deutsche, dem diese Ehre zuteilwurde. In der Begründung heißt es unter anderem:
„Es ist schwierig genug, einen Eindruck auf höchstem Eishockey-Niveau zu hinterlassen, doch für Spieler, die nicht aus den 'Großen Sechs' stammen, ist es doppelt schwierig, weil ihre Möglichkeit, eine eindrucksvolle Vita durch den Gewinn von Medaillen zu schaffen, deutlich geringer ist. Dennoch ist es ein leichtes, Uwe Krupp den besten Eishockeyspieler zu nennen, den Deutschland jemals hervorgebracht hat: Als Verteidiger von imposanter Körpergröße, war er trotzdem ein geschmeidiger Schlittschuhläufer, der regelmäßig den Puck flüssig aus dem Verteidigungsdrittel herausbrachte.“

## Trainerkarriere

### Anfänge in Nordamerika und Tätigkeiten für den DEB
Die Atlanta Duluth Ice Hawks waren 2002/03 Krupps erste Station als Trainer, wo er unter anderem seinen Sohn Björn trainierte. Beim DEB engagierte er sich dann einige Jahre für die Jugendarbeit und war dort zusammen mit Ernst Höfner auch als Trainer (U15, U18) tätig. Bereits 2004 wurde er als Nachfolger von Hans Zach als Bundestrainer gehandelt. Am 22. Mai 2005 gab der DEB zunächst bekannt, dass Krupp ab sofort gemeinsam mit dessen Vorgänger Greg Poss und einem neuen Torwarttrainer das Trainergespann der A-Nationalmannschaft bilden wird. Nach Gesprächen im Sommer wurde aber beschlossen, dass Greg Poss Bundestrainer bleibt und Uwe Krupp zusammen mit Klaus Merk (Torwarttrainer) seine Assistenten sein würden. Nachdem Poss am 14. Dezember 2005 seinen Vertrag aufgelöst hatte, wurde Krupp einen Tag später als neuer Bundestrainer vorgestellt.

### Trainer der deutschen Nationalmannschaft
Unter Krupps Leitung schied die deutsche Nationalmannschaft bei den Olympischen Winterspielen 2006 in Turin in der Vorrunde aus und wurde Zehnter, im Frühjahr 2006 führte er die DEB-Auswahl zum Gewinn der B-Weltmeisterschaft und somit zum Aufstieg in die A-Gruppe. 2009 musste er bei der WM mit seiner Mannschaft den sportlichen Abstieg hinnehmen, verblieb aber in der höchsten Kategorie, da man im Folgejahr Ausrichter des Weltmeisterschaftsturniers war. Im November 2009 führte er die Nationalmannschaft zum Gewinn des Deutschland-Cups. Bei den Olympischen Winterspielen 2010 in Vancouver blieb Krupps Mannschaft sieglos und wurde Elfter.
Zum Auftakt der Heim-Weltmeisterschaft 2010 gewannen die Deutschen unter Krupps Leitung gegen die Vereinigten Staaten. Dieses Spiel wurde im Fußballstadion in Gelsenkirchen vor 77.803 Zuschauern ausgetragen, was damals eine Weltrekordkulisse fürs Eishockey bedeutete. Seine Mannschaft zog ins Viertelfinale ein, wo die Schweiz in einem hitzigen Spiel mit 1:0 bezwungen wurde. Im Halbfinale schied Deutschland gegen Russland aus (1:2) und verlor im Spiel um den dritten Platz gegen Schweden. Mit der Halbfinalteilnahme und dem vierten Rang hatte Krupp die deutsche Nationalmannschaft zu ihrem größten Erfolg seit dem Gewinn von Olympiabronze 1976 sowie zum besten Ergebnis bei einer WM seit Silber im Jahr 1953 geführt. Im November 2010 gelang Krupp und seiner Mannschaft die Titelverteidigung beim Deutschland Cup. Im selben Monat wurde bekannt, dass Krupp seinen Vertrag als Bundestrainer nicht mehr verlängern würde. 

### Trainerstationen als Vereinstrainer
Zur Saison 2011/12 kehrte er als Trainer und Sportmanager zu seinem Heimatverein, den Kölner Haien, zurück, wo er erneut seinen Sohn Björn trainierte. Er führte die Haie 2013 und 2014 ins DEL-Playofffinale. Dort verloren diese gegen Berlin beziehungsweise Ingolstadt. 2013 erhielt er die Auszeichnung als DEL-Trainer des Jahres. Am 10. Oktober 2014 stellten die Kölner Haie Uwe Krupp aufgrund des schlechten Starts in die Saison 2014/15 von seinem Amt als Cheftrainer frei. Sein Sohn spielte bis Dezember desselben Jahres bei den Haien und wechselte daraufhin nach Wolfsburg.

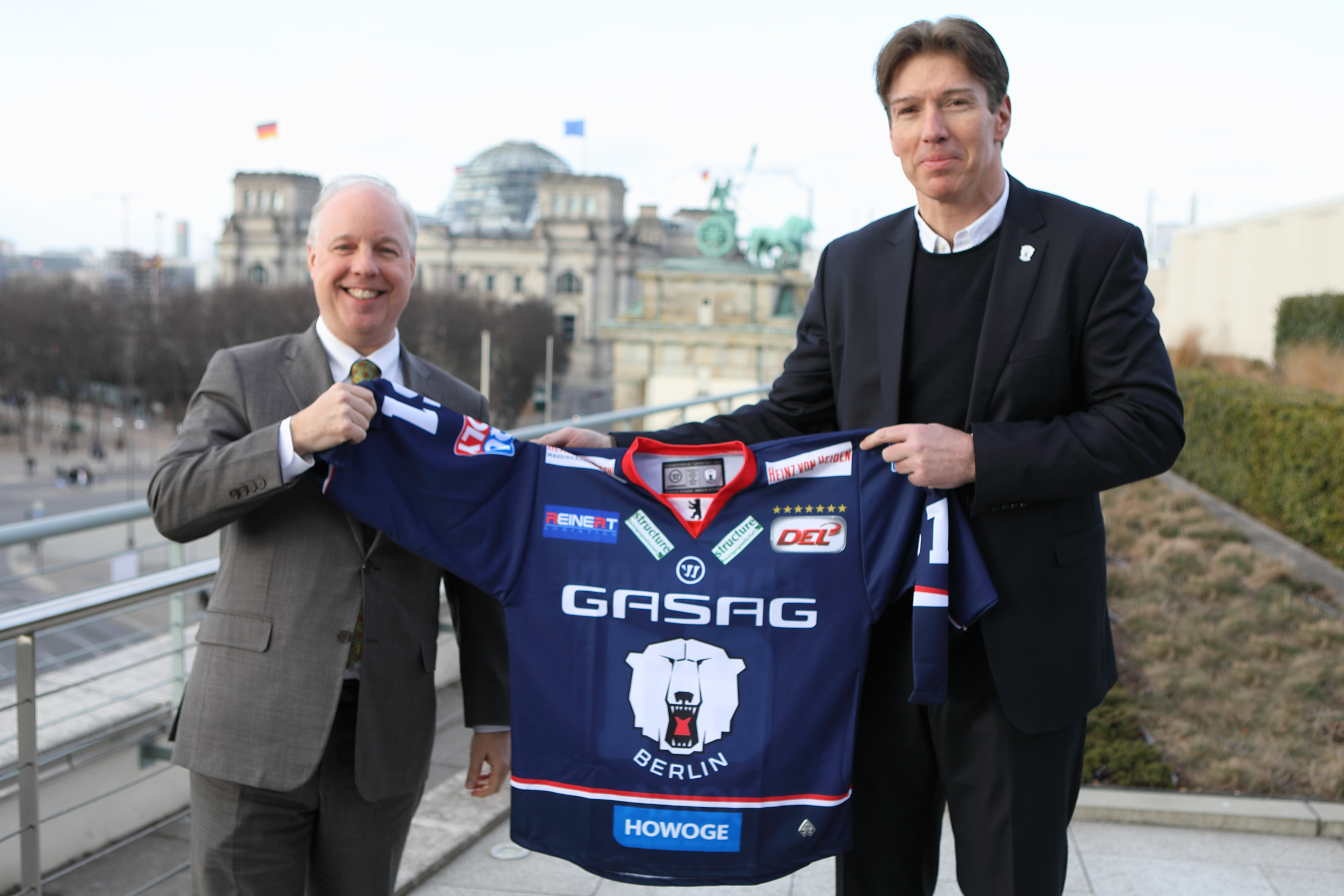
Uwe Krupp als Trainer der Eisbären Berlin (2018)

Am 16. Dezember 2014 gaben die Eisbären Berlin bekannt, dass Krupp neuer Cheftrainer wird. Im Frühjahr 2015 schieden die Eisbären in der Playoff-Qualifikation gegen Nürnberg aus, in der Saison 2015/16 führte Krupp Berlin auf den zweiten Rang der DEL-Hauptrunde, im Playoff-Viertelfinale schied man mit 3:4-Siegen gegen Köln aus. 2016/17 sicherte sich Krupps Mannschaft über den Umweg der Playoff-Qualifikation einen Platz im Viertelfinale der Meisterrunde, wo die Adler Mannheim mit 4:3-Siegen bezwungen wurden. Im Playoff-Halbfinale war dann gegen den späteren Meister München (1:4-Siege) Endstation. Im Spieljahr 2017/18 führte Krupp die Eisbären in die Finalserie, wo diese auf Titelverteidiger München trafen. Krupps Mannschaft unterlag mit 3:4-Siegen.
Anschließend entschied sich Krupp, die Eisbären zu verlassen und am selben Tag bestätigte der HC Sparta Prag Vertragsverhandlungen mit Krupp. Am 2. Mai 2018 wurde er als Cheftrainer Sparta Prags vorgestellt. Ende Januar 2020 wurde Krupp nach fünf Niederlagen aus sechs Spielen trotz eines dritten Tabellenplatzes entlassen. Im vorherigen Verlauf der Saison 2019/20 hatte er mit Sparta an der Tabellenspitze der tschechischen Liga gestanden.
Im Februar 2020 ersetzte Uwe Krupp Mike Stewart als Headcoach der Kölner Haie, nachdem dieser 17 Niederlagen in Folge hinnehmen musste. Krupp erhielt einen Vertrag bis April 2022. Bereits sein erstes Spiel am 25. Februar gewannen die Haie mit 5:0 gegen Wolfsburg und verhinderten damit, dass der DEL-Negativrekord von 18 Niederlagen erreicht wurde. Es folgten drei weitere Siege; die Haie belegten Platz elf der Hauptrunde und verpassten damit die Playoffs. Auch in der Spielzeit 2020/21 verpasste Krupp mit seinem Team die Playoffs und belegte den sechsten Rang der Gruppe Nord. Am 2. Januar 2022 absolvierte er seine 500. Partie in der DEL. Mitte Februar 2022 gaben die Haie bekannt, dass der Vertrag mit Krupp langfristig verlängert wurde.
In der Spielzeit 2021/22 führte er die Haie auf den zehnten Tabellenplatz und somit wieder in die Playoffs. Im Viertelfinale unterlag man Krupps ehemaligen Arbeitgeber Eisbären Berlin mit 0:3-Siegen. Die Saison 2022/23 beendeten die Haie auf Rang sechs und scheiterten erneut im Viertelfinale, diesmal an den Adler Mannheim mit 2:4-Siegen. In der Folgesaison errang seine Mannschaft den achten Platz nach der Hauptrunde und scheiterte bereits in den Pre-Playoffs am ERC Ingolstadt. Daraufhin erfolgte seine Entlassung sowie die seines Trainerteams.
Am 14. Januar 2025 wurde Uwe Krupp als Trainer des HC Lugano aus der Schweizer National League vorgestellt und übernahm das Traineramt bis Ende der Saison 2024/25. Nach dem Klassenerhalt des Teams wurde Ende März 2025 bekannt gegeben, dass sich der Verein wieder von Krupp trennen wird.
Krupp wurde am 1. Mai 2025 als neuer Headcoach des EV Landshut in der DEL2 vorgestellt.

### Sonstiges
Krupp weist in der DEL als Cheftrainer eine Siegquote von 53,2 Prozent auf, gewann bisher 312 seiner 587 Spiele (Stand Ende der Saison 2022/23).
Seit April 2024 wird Krupp als Experte für die National Hockey League in der Sendung Ran bei ProSieben Maxx sowie die Eishockey-Weltmeisterschaft eingesetzt.

## Erfolge und Auszeichnungen

### Als Spieler
| - 1984 Deutscher Meister mit dem Kölner EC - 1986 Deutscher Meister mit dem Kölner EC - 1987 Calder-Cup-Gewinn mit den Rochester Americans - 1991 Teilnahme am NHL All-Star Game | - 1996 Stanley-Cup-Gewinn mit der Colorado Avalanche - 1999 Teilnahme am NHL All-Star Game (verletzungsbedingte Absage) - 2017 Aufnahme in die IIHF Hall of Fame |

### Als Trainer
| - 2006 Aufstieg in die Top-Division bei der U20-Junioren-Weltmeisterschaft der Division I (als Assistenztrainer) - 2006 Aufstieg in die Top-Division bei der Weltmeisterschaft der Division I - 2008 Aufstieg in die Top-Division bei der U20-Junioren-Weltmeisterschaft der Division I (als Assistenztrainer) - 2010 Aufstieg in die Top-Division bei der U20-Junioren-Weltmeisterschaft der Division I (als Assistenztrainer) - 2011 Trainer des Jahres von Nordrhein-Westfalen | - 2011 Xaver-Unsinn-Trophy - 2013 DEL-Trainer des Jahres - 2013 Deutscher Vizemeister mit den Kölner Haien - 2014 Deutscher Vizemeister mit den Kölner Haien - 2018 Deutscher Vizemeister mit den Eisbären Berlin |

## Karrierestatistik

### International
Vertrat Deutschland bei:
| - U20-Junioren-Weltmeisterschaft 1983 - U18-Junioren-Europameisterschaft 1983 - U20-Junioren-Weltmeisterschaft 1985 | - Weltmeisterschaft 1986 - Weltmeisterschaft 1990 - Olympischen Winterspielen 1998 |

(Legende zur Spielerstatistik: Sp oder GP = absolvierte Spiele; T oder G = erzielte Tore; V oder A = erzielte Assists; Pkt oder Pts = erzielte Scorerpunkte; SM oder PIM = erhaltene Strafminuten; +/− = Plus/Minus-Bilanz; PP = erzielte Überzahltore; SH = erzielte Unterzahltore; GW = erzielte Siegtore; 1 Play-downs/Relegation; Kursiv: Statistik nicht vollständig)

## Familie
Krupp hat vier Kinder – zwei Söhne aus erster Ehe sowie eine Tochter und einen Sohn mit seiner derzeitigen Lebensgefährtin. Sein zweitältester Sohn, Björn Krupp, ist ebenfalls professioneller Eishockeyspieler.